# اسدآباد (شهرکرد)
اسدآباد، روستایی از توابع بخش لاران شهرستان شهرکرد در استان چهارمحال و بختیاری است.

## مردم شناسی
مردم این روستا از طایفه پبدنی می باشند و به گویش بختیاری تکلم می کنند.

## جمعیت
این روستا در دهستان لار قرار دارد و براساس سرشماری مرکز آمار ایران در سال ۱۳۸۵، جمعیت آن ۷۱۹ نفر (۱۸۸خانوار) بوده‌است.